# Pierre-Hugues Herbert
Pierre-Hugues Herbert (n. 18 martie 1991) este un jucător francez de tenis, profesionist din 2010. La dublu, el a obținut Career Grand Slam, câștigând toate cele 4 majore: US Open 2015, Wimbledon 2016, French Open 2018 și French Open 2021 și Australian Open 2019, în parteneriat cu Nicolas Mahut. Perechea a câștigat, de asemenea, șapte titluri ATP Tour Masters 1000 și o finală ATP în 2019. Cea mai înaltă poziție la dublu în clasament a fost numărul 2 mondial atins la 11 iulie 2016. La simplu, Herbert a jucat patru finale ATP și a ajuns numărul 36 mondial la 11 februarie 2019.